# Thelidium papulare
Thelidium papulare är en lavart som först beskrevs av Elias Fries, och fick sitt nu gällande namn av Johann Franz Xaver Arnold. Thelidium papulare ingår i släktet Thelidium och familjen Verrucariaceae.  Utöver nominatformen finns också underarten sorediatum.